# Erich Klibansky
Erich Klibansky (* 28. November 1900 in Frankfurt am Main; † 24. Juli 1942 in der Nähe von Minsk) war Leiter und Lehrer der „Jawne“, des ersten jüdischen Gymnasiums des Rheinlandes in Köln.

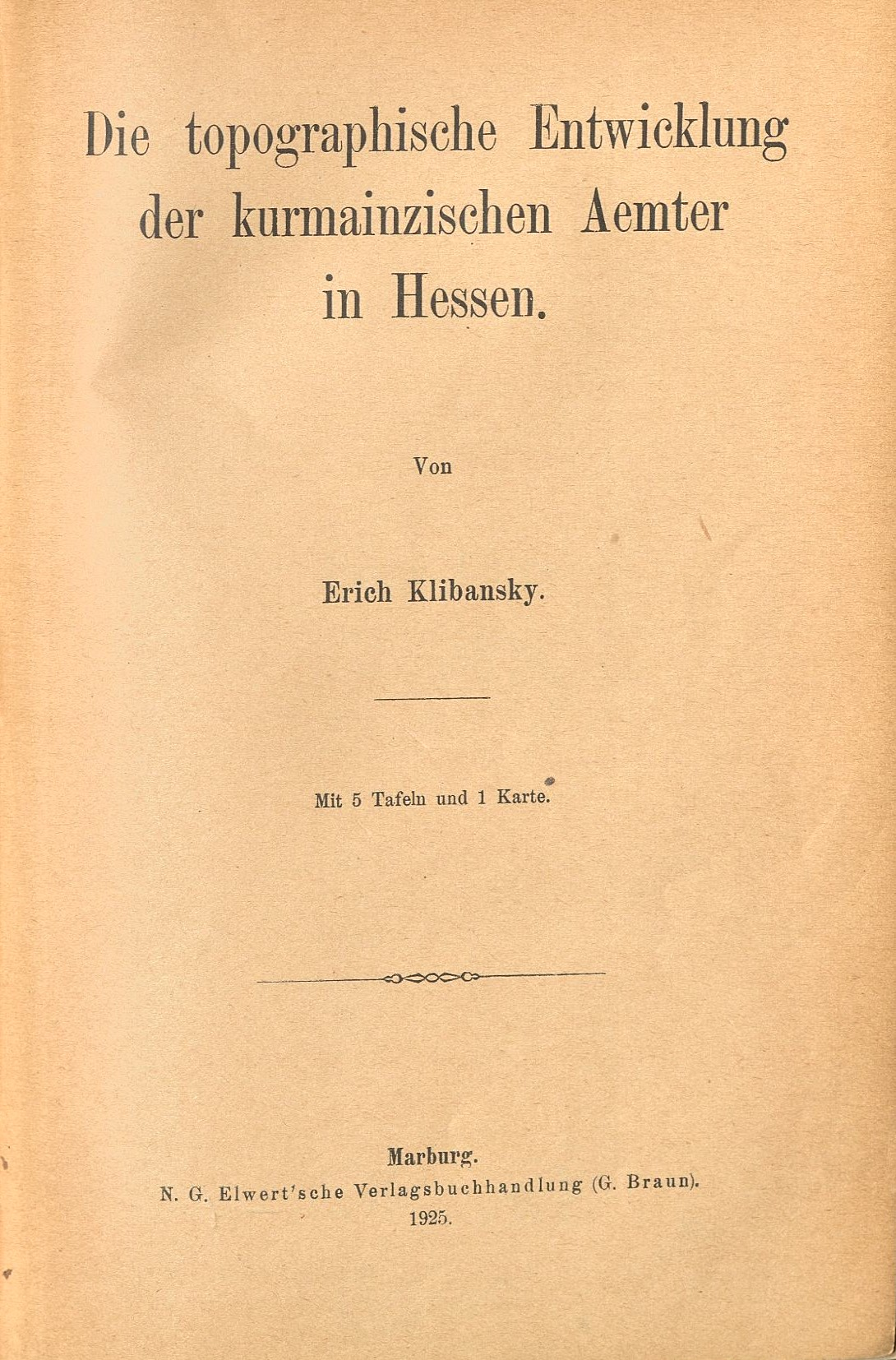
Dissertation (1925)

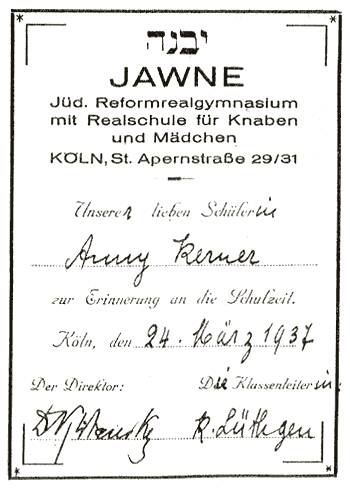
Unterschrift als Rektor (1937)

## Leben
Erich Klibansky, der einer ursprünglich in Litauen in der Nähe von Kowno ansässigen Rabbinerfamilie entstammte, wurde im November 1900 in Frankfurt am Main geboren. Dort leitete sein Vater ein bekanntes interkonfessionelles Jungenpensionat, das auch sein Sohn Erich besuchte. Anschließend besuchte Klibansky das Frankfurter Goethe-Gymnasium und studierte dann an den Universitäten in Frankfurt am Main, Marburg und München Geschichte, Germanistik und Romanistik. Er promovierte um 1925 in Marburg mit einer Arbeit über „Die topographische Entwicklung der kurmainzischen Ämter in Hessen“.
Seiner Ehe mit der Hamburgerin Meta David (geb. am 13. Dezember 1902 in Hamburg) entstammten die drei Söhne Hans-Raphael (geb. am 10. April 1928 in Breslau), Alexander (geb. am 1. Februar 1931 in Köln) und Michael (geb. am 10. März 1935 in Köln). Im Frühjahr des Jahres 1929 übersiedelte die Familie nach Köln, hier bezogen sie eine geräumige Wohnung in einem Haus an der Volksgartenstraße.

## Wirken

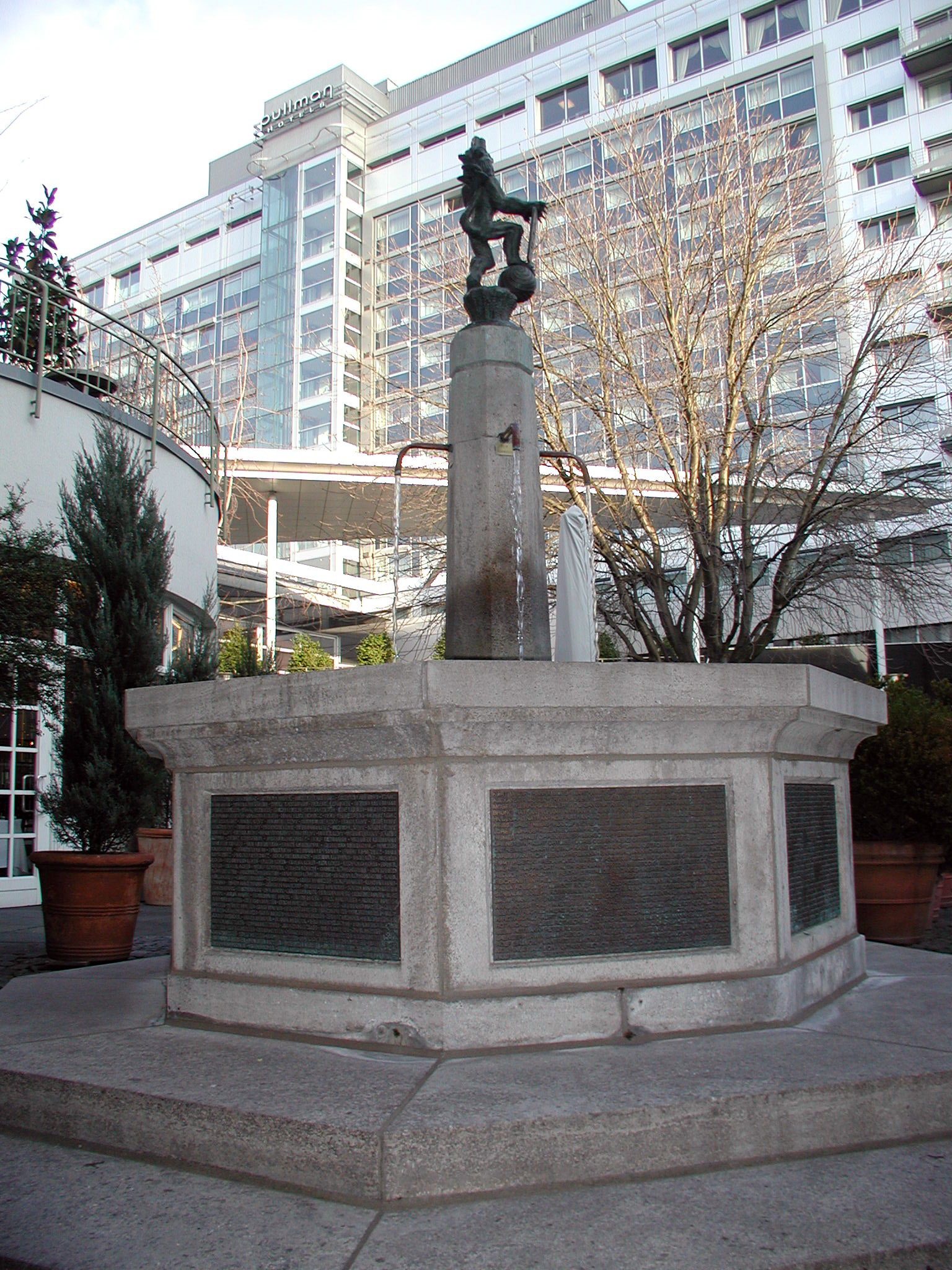
Löwenbrunnen auf dem Erich-Klibansky-Platz in Köln

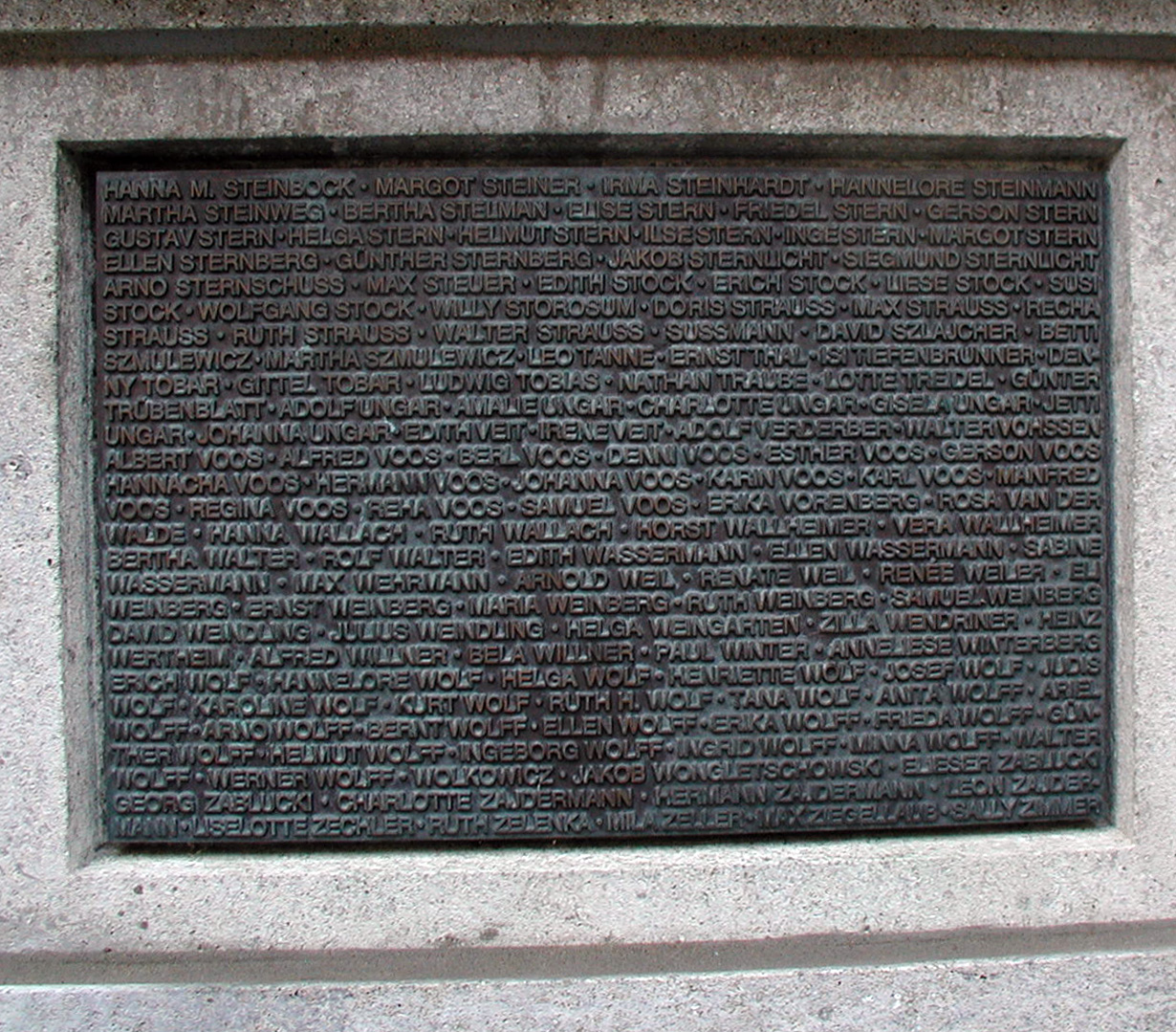
Löwenbrunnen, Gedenktafel

Im selben Jahr wurde der junge, mittlerweile promovierte Studienassessor Direktor der zehn Jahre zuvor gegründeten höheren Schule, des Realgymnasiums Jawne in Köln. Trotz der Nöte in der 1929 einsetzenden schweren Weltwirtschaftskrise gelang es Klibansky, seiner Schule das Überleben zu sichern. Da diese als private Einrichtung keine staatliche Unterstützung erhielt, sammelte er Spendengelder für Umbauten und Renovierungen, so dass mit dem jährlich zu zahlenden Schulgeld von 400 Mark der Betrieb der Schule gesichert war.
Unter Klibansky erfreute sich die Schule einer stetig anwachsenden Beliebtheit in der gesamten jüdischen Bevölkerung Kölns. Nach der Machtergreifung der Nationalsozialisten in Deutschland 1933 und mit den dann zunehmenden Diskriminierungen auch der Kölner Juden machte sich Klibansky hinsichtlich der Zukunft für seine Schüler in Deutschland keine Illusionen.

### Rettung seiner „englischen Klassen“
Nach dem immer stärker werdenden Druck auf die Juden musste die Familie Klibansky Ende des Jahres 1937 die Wohnung an der Volksgartenstraße verlassen, sie bezog nun enge Räumlichkeiten in der Kamekestraße. Zu dieser Zeit fasste Klibansky den Plan, seine „englischen Klassen“, die er für die Prüfung zum Cambridge Certificate of Proficiency in English vorbereitete, auf Kindertransporte nach England zu schicken.
Mit Zustimmung der Reichszentrale für jüdische Auswanderung suchte und fand er in London bei führenden jüdischen Persönlichkeiten Unterstützung für sein Vorhaben. Das Central British Council for Refugees sorgte für die Einrichtung eines Internats für seine avisierten Schüler. Bis zum Kriegsausbruch im September 1939 konnte der Schulleiter fünf Klassen mit insgesamt 130 Schülern nach Großbritannien schaffen, dann wurden die Grenzen geschlossen.

## Ermordung
Erich Klibansky und seine gesamte Familie wurden am 20. Juli 1942 vom Bahnhof Köln-Deutz aus mit dem Sonderzug DA 219 deportiert. Am Ende des Transports zu einem ihnen unbekannten Ziel wurden alle am 24. Juli 1942 in einem bei Blagowschtschin (Vernichtungslager Maly Trostinez) gelegenen Waldstück in der Nähe von Minsk an vorbereiteten Gruben erschossen.

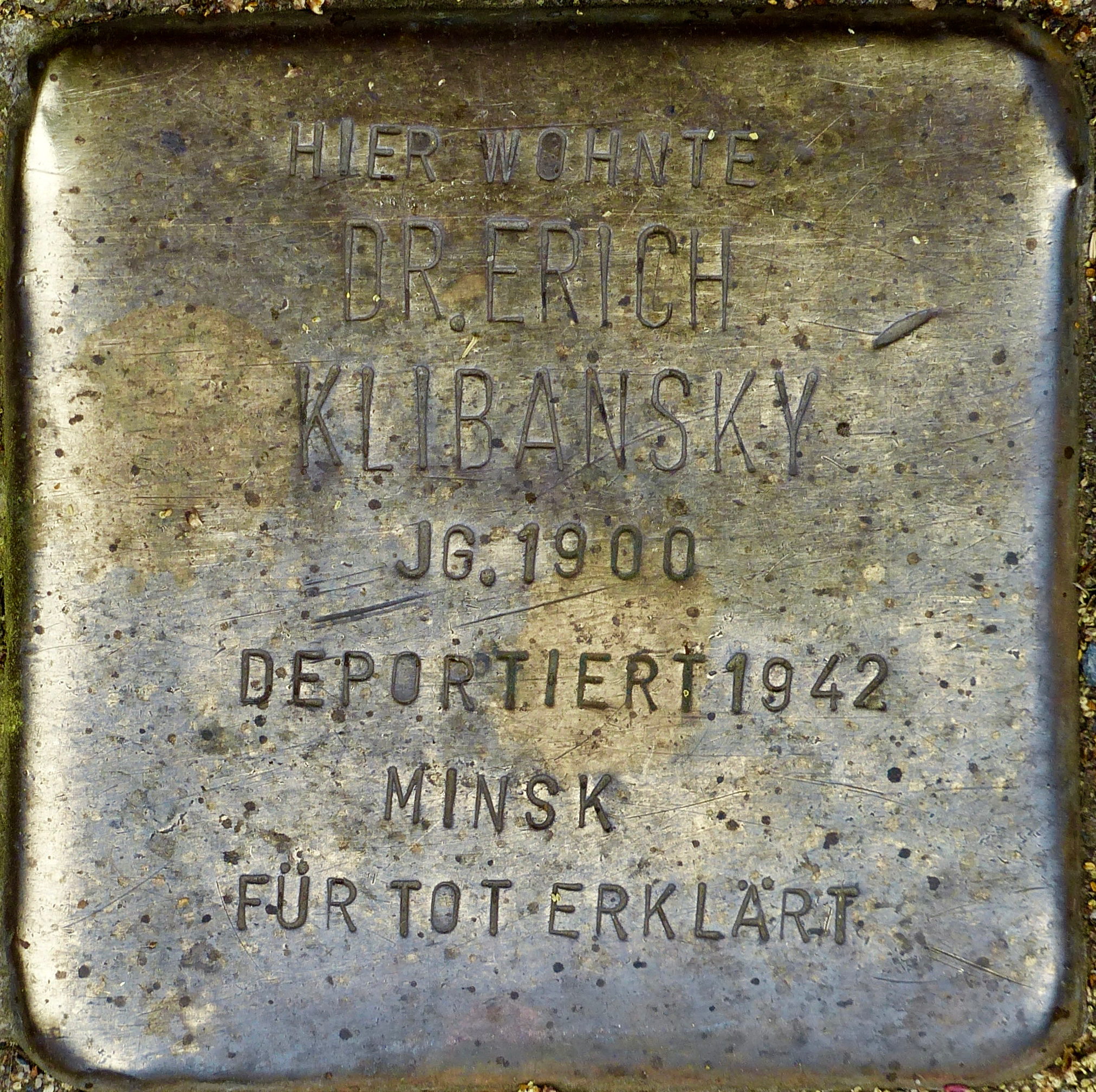
Stolperstein für Erich Klibansky in Köln

## Erinnerung
Im Jahr 1990 benannte die Stadt Köln einen neu angelegten Platz an der Stätte seines Wirkens, den Erich-Klibansky-Platz, nach ihm. Für ihn und seine Familie wurden durch den Kölner Künstler Gunter Demnig vor dem Haus in der Volksgartenstraße fünf Stolpersteine verlegt.
In der WDR-Dokumentation von 2006 „Die vergessenen Kinder von Köln“ recherchierte der Filmemacher Jürgen Nauman die Schicksale der deportierten 1164 jüdischen Menschen, darunter 335 Kinder und Jugendliche, des Sonderzuges DA 219.
Seit 1990 erinnert eine Gruppe an das Realgymnasium Jawne, dem Klibansky vorstand. Später wurde der Arbeitskreis Jawne ein Verein. Im Juli 2017 fand eine große Erinnerungsveranstaltung vor Klibanskys ehemaliger Wohnung in der Volksgartenstraße 10 statt.